# An der Deininger Mauer 14

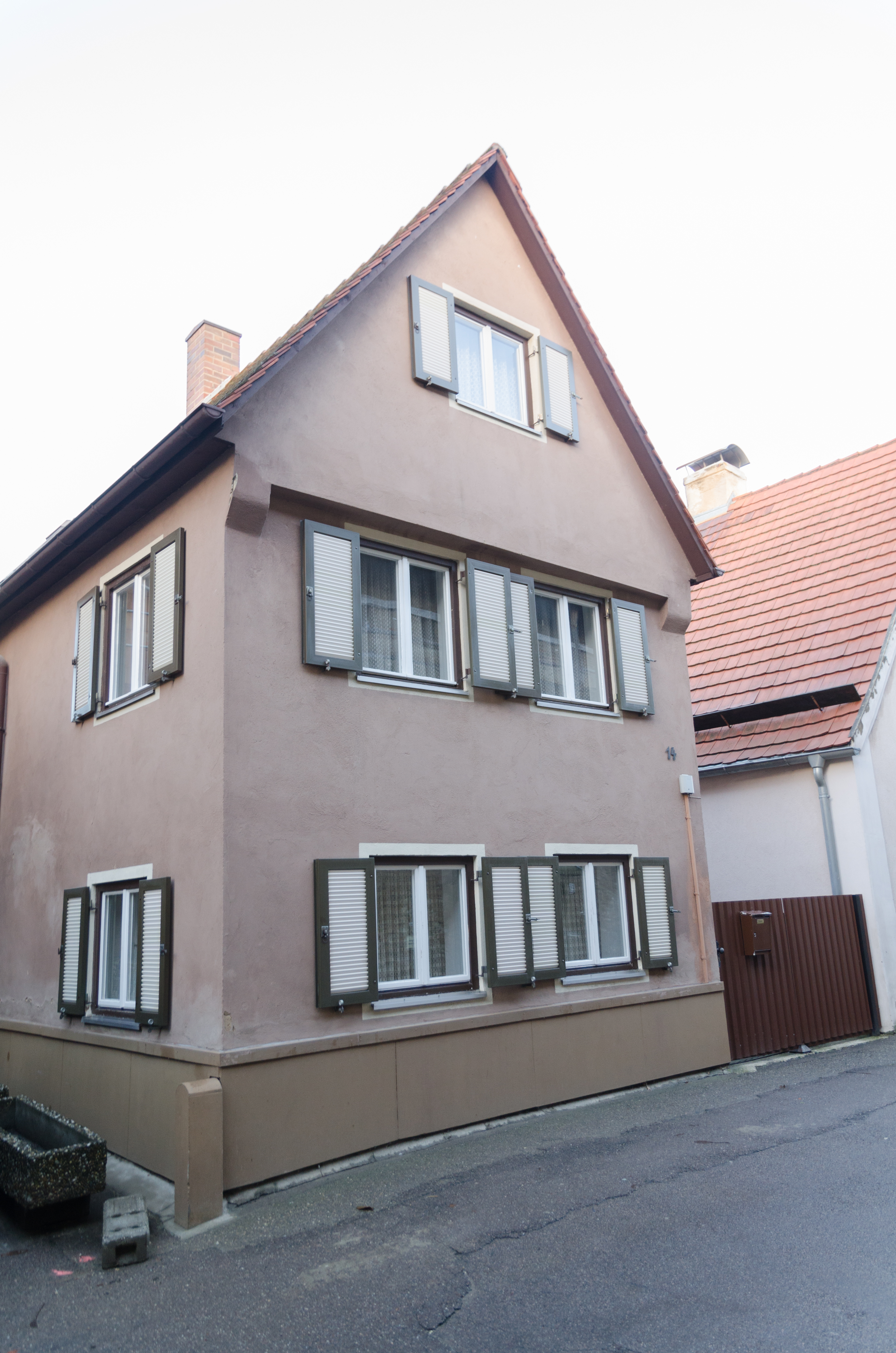
Gebäude An der Deininger Mauer 14 in Nördlingen (2012)

Das Gebäude An der Deininger Mauer 14 in Nördlingen, einer Stadt im schwäbischen Landkreis Donau-Ries in Bayern, wurde im Kern in der zweiten Hälfte des 17. Jahrhunderts errichtet. Das Wohnhaus ist ein geschütztes Baudenkmal.
Das Kleinhaus ist ein zweigeschossiger Giebelbau mit vorkragendem und verputztem Fachwerkgiebel. 
Das ehemalige Ackerbürgerhaus wurde im 20. Jahrhundert durchgreifend modernisiert.